# Sandy Lyle
Alexander Walter Barr "Sandy" Lyle, MBE (Shrewsbury, Inglaterra, 9 de fevereiro de 1958) é um jogador profissional de golfe da Escócia. Sandy Lyle foi campeão do Masters de Golfe em 1988 e do British Open de Golfe em 1985.

## Títulos

### Torneios Major´s (1)
| Ano  | Campeonato            | Resultados           | Margem   | Vice-campeão      |
| ---- | --------------------- | -------------------- | -------- | ----------------- |
| 1985 | British Open de Golfe | +2 (68-71-73-70=282) | 1 yacada | Payne Stewart     |
| 1988 | Masters de Golfe      | −7 (71-67-72-71=281) | 1 tacada | Mark Calcavecchia |